# 左足ブレーキ

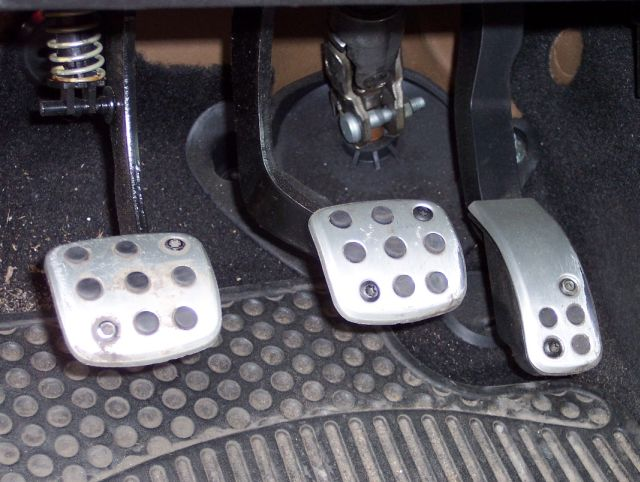
自動車（MT車）運転席下部のペダル。左からクラッチペダル・ブレーキペダル・アクセルペダル

左足ブレーキ（ひだりあしブレーキ）もしくは左足ブレーキング（英: left-foot braking）とは、自動車におけるブレーキペダルの操作方法のひとつで、左足でブレーキペダルを操作すること。

## 一般乗用車
一般乗用車では、クラッチペダルのないオートマチックトランスミッション搭載車の運転は左足が自由なことと、オートマチックトランスミッション搭載車のブレーキペダルはマニュアルトランスミッション搭載車のものより若干左へ張り出しているため、ブレーキペダルを左足で踏むことも可能である（ただし、ヨーロッパ車のなかにはブレーキペダルの位置やサイズに変更を加えず、クラッチペダルを廃しただけの車種もある）。
このため、オートマチックトランスミッション搭載車のブレーキペダルは右足で踏むべきか左足で踏むべきかの議論が盛んに行われている。しかし、パニック時の誤操作や、万が一の際に左足で踏ん張りがきかないなどのデメリットが大きいことから、日本の交通教習では「右足ブレーキを基本に指導する政府方針」が示されている。その理由として、下記のような理由が挙げられている。
パニック時の誤操作
両足を使うと、咄嗟の場合にパニックになり誤操作しやすいこと。
微妙な加減がしづらいこと
利き足ではないため、微妙な加減でブレーキ操作をすることが難しいこと。一般用途であっても、左足ブレーキの習熟にはそれなりの期間がかかること。
不自然な体勢になること
基本的に一般乗用車は、左足ブレーキの使用を想定した設計にはなっておらず、身体が傾いたり不自然な体勢になってしまうこと。
疲れやすくなること
常に両足を浮かせたままの状態であり、身体が傾いたり不安定な姿勢となるため、疲れやすくストレスを感じやすいため、長時間の運転には向いていないこと。
踏ん張りが効かないこと
急激な減速Gを受けたときに右足を踏ん張って、アクセルを踏みしめてしまう恐れがある。
身体が固定されていないこと
レース車両とは異なりシートに身体が完全固定されていないため、細かな操作がしづらかったり、急ブレーキが遅れたり奥まで踏み込めない可能性があること。

## 特殊車両
フォークリフト、ショベルローダなどの荷役作業用車両も今日ではトルクコンバータ仕様のものが多い。荷物の重さや作業の性質によってギアを使い分けるだけで、乗用車やトラックのように発進・加速のたびに変速することはしないので、オートマチックトランスミッション仕様ではない。
アクセルペダルとブレーキペダルを同時に踏むことが原則としてない乗用車やトラックと違って、これらの特殊車両では作業装置の動きを速めるためにもアクセルペダルを使うので、アクセルペダルとブレーキペダルを同時に踏むことが頻繁にある。例えば、フォークリフトで高いところから荷物を降ろす場合、目的の場所の直前で一時停止してフォークを持ち上げることになるが、この際アイドリングのままではフォークの動きが遅いため、ブレーキペダルで車両を停止させたままアクセルを吹かしてフォークの動きを速める必要がある。この際シフトレバーはニュートラルに入れるべきであり、前進または後退に入れたままフォークを動かすためにアクセルを踏むのは正しい操作とは言えない。しかし、後述の通りブレーキが掛かるとクラッチが切れる仕様になっているものが多い。
そのような操作の能率を上げるため、トルクコンバータ仕様の特殊車両では、右足用のブレーキペダルの他に、マニュアルトランスミッション仕様でクラッチペダルがある場所に左足用のブレーキペダルが配置されているのが一般的である。インチングペダル、デクラッチペダルと呼ばれる。構造的には軽量級の車両では連動したブレーキペダルが2つ付いており、左から順にブレーキ、ブレーキ、アクセルとなる。重量級ではクラッチとブレーキが1つのペダルになったものがついており、同じくインチングペダル、ブレーキ、アクセルとなる。ブレーキがかかると同時にクラッチが切れるようになっているのは、トルクコンバータの過熱を防ぐためである。

## レース走行
レースでの高速走行のためのテクニックのひとつである左足ブレーキについて述べる。以下の説明は一般乗用車の通常の走行とは前提が異なる。
レーシングカーは車高と共に着座位置が低く、両足を前方に伸ばした姿勢で乗車する。その場合、骨格的に左足をブレーキペダルの位置に置いていても不用意に踏まずにいられる。また、競技中で常に神経を配っているという点もある。更に、競技用シートに競技用シートベルトで体を固定しているので、左足を床に置かなくても姿勢を固定できる。また左足ブレーキでは右足が自由になるので、左足のブレーキペダル踏み込みと同時に右足でアクセルペダルを踏み込むことも可能になる。多くの者にとっては利き足で無い分微妙な力加減が難しいため、実戦で武器と呼べるレベルで使いこなすにはかなりの修練が必要とされる。
左足ブレーキの使用目的は、下記の3つが挙げられる。
① ペダル踏み変えの時間の短縮
近年のF1など、クラッチペダルのない一部レーシングカーでは、ペダル踏み替えの時間を短縮するために、右足はアクセルペダル、左足はブレーキペダル、と両足を使い分けるように設計されている。ブレーキを踏むと荷重が前方にかかるがこれを緩和するために同時にアクセルを踏む、アクセルを踏むと荷重が後ろにかかるがこれを緩和するためにブレーキを踏む、後輪駆動でリアサスペンションにアンチスクォートジオメトリが採用されている場合はリアの車高を制御出来るなど、両方のペダルを同時に操作することがある。ただし、この操作はセミオートマチックトランスミッションもしくはドグミッションによりクラッチ操作が不要となっている競技車両であるために有効なテクニックであり、ブレーキ性能がアクセル性能に勝る一般の市販車ではあまり有効ではない。
② エンジン回転数の維持
これはエンジンは回転数によってトルク・出力が変動するという特性に由来するもので、特にターボなど過給器で大出力にチューンされたエンジンは、回転数が一旦下がると過給が再び効くようになるまで時間がかかる（いわゆる"ターボラグ"）ため、その弱点をカバーするために使用される。カーレースでは当然の操作法であり、とりわけジムカーナで多用される。
③ 車両姿勢のコントロール
これは加速で前輪のグリップやトラクションがほしい時、またはアンダーステアを解消したい時に、前方へ荷重を移動するために用いられる。路面係数の低いコースを走る前輪駆動や四輪駆動のラリーカーを走らせる上では必要不可欠のテクニックである。
ポール・フレールは1952年、スパ・フランコルシャン・サーキットでのツーリングカーレースに4速AT搭載のオールズモビル・88で出場することになり、左足が空くことに気付いて左足ブレーキ活用を着想、これを駆使して優勝している。これはパワーが過剰でブレーキ性能は不足していた当時のアメリカ製市販車の特性を補った工夫といえる。
レーシングカートでは、トランスミッションが存在しないため、右足にアクセルペダル・左足にブレーキペダルと明確に配置するのが通常である。そのためかつては「左足ブレーキはカート上がりのレーシングドライバーが使うテクニック」と思われていた時代もあった。
クラッチ操作が必要な3ペダルのシンクロナイザ付きマニュアルトランスミッション搭載車では左足ブレーキは非常に難しいためほとんど使われず、代わりに右足だけでアクセルペダルとブレーキペダルを同時に制御するヒール・アンド・トウが多用される。

### 左足ブレーキを用いるドライバー
今日のF1においては、上記の理由からほとんどのドライバーが左足ブレーキを採用している。ただし、ルーベンス・バリチェロのように今日においても右足ブレーキにこだわるドライバーも少数ではあるが存在する。
一方で、日本のレース界においては、依然として右足ブレーキのドライバーが一大勢力となっている。しかしながら21世紀になると、マシンへの適性や外国人選手とのマッチングなどもあり、右足ブレーキから左足ブレーキに変更する者も登場しており、また立川祐路のように、以前から左足ブレーキを採用している国内トップドライバーも存在する（立川は日本人ドライバーにおける左足ブレーキの代表格として、しばしば専門誌に採り上げられている）。また、中には石浦宏明のように、同一年でもカテゴリによって右足ブレーキと左足ブレーキを使い分ける「両刀」もいる。
2008年時点では、主にトヨタ系ドライバーおよびニッサン系ドライバーには左足ブレーキが、ホンダ系のドライバーには右足ブレーキが多く、脇阪寿一・アンドレ・ロッテラー・伊藤大輔・松田次生らのホンダから他メーカーへ移籍したドライバーは、概して移籍後に右足ブレーキから左足ブレーキへとシフトしている。ホンダ系ドライバーに右足ブレーキが多い理由として、ホンダのレース車の特性が関係しているのではないかという指摘がある。なお佐藤琢磨のように海外フォーミュラを経た現代日本人F1ドライバーに関しては、概して左足ブレーキを採用している。
WRCなど、ラリー競技の中では古くはエリック・カールソンにはじまりラウノ・アルトーネン、ターボカー主流のGr.B時代に名を馳せる事になるスティグ・ブロンクビストら、北欧出身ドライバーに左足ブレーキ使用者が多く存在し、1960年代に入る頃のラリー・モンテカルロ等でのアイス、スノー路面での攻略上、タックイン現象で低μ路面上を自在にコントロールしていくこれらのFF車使いのドライバーが上位を占めるようになる。他にも後年ではジャン・ラニョッティもその一人とされている。そしてセバスチャン・ローブがFF的な走りを用いるようになると、左足ブレーキは必須のテクニックとなっていった。
2008年より、国内トップカテゴリーのフォーミュラ・ニッポンにおいてようやくセミオートマチックトランスミッション（パドルシフト）が導入されたため、従来右足ブレーキを使っていたドライバーがパドルシフトの利点を生かすべく左足ブレーキに転向する例も見られており、今後は日本でも左足ブレーキのドライバーが増えることが予想される。
その他、利き足が左なので左足の方が踏みやすいという理由で、左足ブレーキを好む者もいる。